# Tortolena glaucopis
Tortolena glaucopis är en spindelart som först beskrevs av F. O. Pickard-Cambridge 1902.  Tortolena glaucopis ingår i släktet Tortolena och familjen trattspindlar. Inga underarter finns listade i Catalogue of Life.